# A-IX-2
A-IX-2 (auch A-IX-II, A-92) ist ein Sprengstoff. Er besteht aus einem Gemisch von 73 % Hexogen und 23 % Aluminiumpulver, phlegmatisiert mit 4 % Wachs. Der Sprengstoff wurde für viele sowjetische Granaten mittleren Kalibers verwendet.